# 変動地形学
変動地形学（英: tectonic geomorphology）とは、内的営力に伴った地形の形成について研究する学問分野のことである。なお、侵食地形は含まない。

## 概要
変動地形学は大地震の際に生じた地殻変動の調査から始まり、地殻変動や活断層についてのメカニズムを解明する学問分野で、特に日本やニュージーランドで発達した研究分野である。日本では日本列島が世界有数の変動帯に属するため、研究が行われてきた。

## 学史
地理学者の吉川虎雄は、震災予防調査曾からの委託で山崎直方が行った1923年の関東地震に関する調査が基礎的研究のきっかけとなったとしている。

### 1940 - 60年代
1947年、ニュージーランドでコットン（en:Charles Cotton (geologist)）が変動地形と構造地形の区別を最初に強調し、主に横ずれ活断層の地形学的手法による研究が開始された。日本では1960年代に活断層研究が活発化し、横ずれ活断層が発見された。また、プレートテクトニクスの受容に伴い、変動地形区の研究が本格的に開始された。

### 1990年以降
1995年に発生した兵庫県南部地震、2011年に発生した東日本大震災により、変動地形学の認知度および研究の社会的ニーズが高まった。翌年（2012年）に発足した原子力規制委員会では、断層についての外部有識者として変動地形学の研究者が推薦された。